# Імед Мхадебі
Імед Мхадебі (араб. عماد المهذبى, нар. 22 березня 1976, Бен-Арус) — туніський футболіст, що грав на позиції нападника.
Виступав, зокрема, за клуби «Дженоа» та «Нант», а також національну збірну Тунісу.

## Клубна кар'єра
У дорослому футболі дебютував 1994 року виступами за команду клубу «Етюаль дю Сахель», в якій провів сім сезонів. 
Своєю грою за цю команду привернув увагу представників тренерського штабу клубу «Дженоа», до складу якого приєднався 2001 року. Відіграв за генуезький клуб наступні два сезони своєї ігрової кар'єри.
Згодом з 2003 по 2005 рік грав у складі команд клубів «Сфаксьєн» та «Етюаль дю Сахель».
У 2005 році уклав контракт з клубом «Нант», у складі якого провів наступні два роки своєї кар'єри гравця. 
Завершив професійну ігрову кар'єру у клубі «Стад Тунізьєн», за команду якого виступав протягом 2007—2009 років.

## Виступи за збірну
У 1998 році дебютував в офіційних матчах у складі національної збірної Тунісу. Протягом кар'єри у національній команді, яка тривала 8 років, провів у формі головної команди країни 54 матчі, забивши 12 голів.
У складі збірної був учасником Кубка африканських націй 2000 року у Гані та Нігерії, чемпіонату світу 2002 року в Японії і Південній Кореї, Кубка африканських націй 2002 року у Малі, Кубка африканських націй 2004 року у Тунісі, здобувши того року титул континентального чемпіона, розіграшу Кубка конфедерацій 2005 року у Німеччині.

## Титули і досягнення
- Переможець Кубка африканських націй: 2004